# Guestling
Guestling – wieś i civil parish w Anglii, w East Sussex, w dystrykcie Rother. W 2011 roku civil parish liczyła 1432 mieszkańców. Guestling jest wspomniana w Domesday Book (1086) jako Gestelinges.